# Peter Connelly
Peter Connelly (8 settembre 1972) è un compositore britannico di musica per videogiochi e anche progettista del suono.
Ha composto brani per tre giochi della serie Tomb Raider, tutti editi da Core Design, e in parte, anche per i altri editori come Eutechnyx, Ubisoft Reflections.
Peter ha fondato un'azienda di composizione, produttore discografico, ingegneria acustica e progettista del suono che si chiama Universal Sound Design.
Lui ha studiato il violoncello, la chitarra e il pianoforte e si è anche specializzato in Tecnologia Musicale al College di Newcastle. Ha nomi John Williams e Danny Elfman come bravi compositori di musica che hanno influenzato la sua musica.
La colonna sonora di Tomb Raider: The Angel of Darkness è una premierà, portando per la prima volta per creare la musica, una orchestra reale. Per rappresentare Lara, Peter ha selezionato strumenti come oboe, corno inglese, arpa e flauto.

## Opere di rilievo

### Colonne sonore ed ingegneria acustica
- Horrid Henry[2] (2009)
- Speed Zone/Wheelspin'[2] (2009)
- Garden Party (2008)[2]
- Smartbomb (2005)
- Podz (2004)
- Tomb Raider: The Angel of Darkness[1](2003) (con Martin Iveson)
- Herdy Gerdy (2002) (con Martin Iveson)
- Tomb Raider: Chronicles[1] (2000)
- Tomb Raider: The Last Revelation[1] (1999)
- Flesh Feast (1998)
- Mass Destruction (1997)
- Risk II (1996)
- Battleship (1996)

### Direttore acustica e dingegneria acustica
- Hot Wheels: Beat That![1] (2007)
- Pimp My Ride[1] (2008)
- Cartoon Network Racing[1] (2007)
- Fast and Furious Tokyo Drift (2006)
- Hummer Badlands (2005)

### Ingegneria acustica
- Driver: San Francisco[2](2011) (come ingegnere acustica senior)
- PopStar Guitar[6] (2008)

### Ingegneria acustica supplementare
- Ferrari Challenge Trofeo Pirelli[1] (2008)
- Free Running (2005/2007)
- Tomb Raider III[1] (1998)

### Arrangiamento orchestrale
- Emergency Heroes[1] (2008)